# Beauteville
Beauteville (em occitano:  Bautevila) é uma comuna francesa na região administrativa da Occitânia, no departamento do Alto Garona. Estende-se por uma área de 4.49 km², com 180 habitantes, segundo o censo de 2018, com uma densidade de 40 hab/km².